# Sceloporus lineatulus
Sceloporus lineatulus este o specie de șopârle din genul Sceloporus, familia Phrynosomatidae, descrisă de Dickerson 1919. A fost clasificată de IUCN ca specie cu risc scăzut. Conform Catalogue of Life specia Sceloporus lineatulus nu are subspecii cunoscute.